# Mieczysław Zimowski
Mieczysław Zimowski (ur. 9 stycznia 1901 w Krakowie, zm. 6 lutego 1976 w Łodzi) – polski piłkarz, napastnik.

## Życiorys
W reprezentacji zagrał tylko raz. 3 czerwca 1923 Polska przegrała z Jugosławią 1:2. Zimowski był wychowankiem Wisły Kraków. Na początku lat 20. grał w Cracovii i to w jej barwach wystąpił w kadrze. Następnie występował w wojskowym zespole w Wilnie, a w I lidze grał w Polonii Warszawa.
Został pochowany na Cmentarzu Komunalnym Doły w Łodzi (kw. 29, rz. 20, grób 15).